# Leuchtturm Nieuwe Sluis
Der Leuchtturm Nieuwe Sluis ist ein denkmalgeschützter Leuchtturm nahe der Bauerschaft Nieuwesluis in der Gemeinde Sluis, rund drei Kilometer westlich von Breskens in der niederländischen Provinz Zeeland.

## Bauwerk
Der achteckige Turm hat eine Höhe von 28,4 Metern und verfügt über fünf Etagen. Bis zur obersten Plattform führen 92 Stufen. Der achteckige Leuchtturm ist schwarz-weiß lackiert und sein Durchmesser beträgt zwischen 5,0 und 2,30 Metern. Er ist der südlichste Leuchtturm der Niederlande, der einzige Leuchtturm auf der südlichen Seite der Westerschelde.

## Geschichte
Der Turm wurde von dem Architekten Quirinus Harder geplant und in der Zeit von 1866 bis 1867 erbaut. Er ist der älteste erhaltene gusseiserne Leuchtturm der Niederlande. Während des Zweiten Weltkriegs war der Leuchtturm einige Zeit außer Betrieb. Am 3. Oktober 2011 wurde der Betrieb endgültig eingestellt. Seitdem sorgt eine Stiftung für den Erhalt des Leuchtturms und des Leuchtfeuers als maritimes Denkmal.
Im Jahr 2015 wurde der Turm vollständig renoviert und ist seitdem für Besucher an den Wochenenden in den Sommermonaten geöffnet.